# Antiléon
Antiléon (grec ancien : Ἀντιλέων) est un historien grec, auteur d'un ouvrage chronographique Περὶ Χρόνων (Peri Chronon) cité par Diogène Laërce.

## Sources
- (en) Paul Christesen, Olympic Victor Lists and Ancient Greek History, New York, Cambridge University Press, 2007, 598 p. (ISBN 978-0-521-86634-7, BNF 41039678).
- (en) Anatole Mori, « Antileon (247) », in: Brill’s New Jacoby, lire en ligne.
- (en) William Smith, Dictionary of Greek and Roman Biography and Mythology, 1870, lire en ligne.